# 伊利·杜米迪斯古
伊利·杜米迪斯古（羅馬尼亞語：Ilie Dumitrescu，1969年1月6日—）是羅馬尼亞退役足球員和教練，目前是餐飲家和足球評論員，最後一次執教的球隊爲布加勒斯特星足球會。

## 外部連結
- Hogg, Tony. . Profile Sports Media. 2005. ISBN 1-903135-50-8.
- 伊利·杜米迪斯古在 National-Football-Teams.com 上的出场纪录
- Official FCSB profile （页面存档备份，存于）